# Vivian Matalon
Vivian Matalon (Manchester, 11 ottobre 1929 – Glenford, 15 agosto 2018) è stato un regista britannico.

## Biografia
Dopo aver recitato al cinema negli anni cinquanta e sessanta, Vivian Matalon decise di dedicarsi alla regia e lavorò a lungo a Broadway e nel West End londinese. Fu direttore artistico dell'Hampstead Theatre dal 1971 al 1973 e nel 1980 vinse il Drama Desk Award e il Tony Award alla miglior regia di un'opera teatrale per aver diretto Morning's at Seven a Broadway. Quattro anni dopo ottenne una seconda candidatura ai Tony Award per il musical The Tap Dance Kid. Nel 2005 è tornato a Broadway in veste di regista per la prima volta dopo vent'anni per dirigere Judy Kaye nella commedia Souvenir.
Omosessuale dichiarato, fu sposato con Stephen Temperley dal 2003 fino alla morte, che lo colse nel 2018 per complicazione dovute al diabete.

## Filmografia parziale

### Attore
- L'arma del delitto (The Weapon), regia di Hal E. Chester (1956)
- Fuoco nella stiva (Fire Down Below), regia di Robert Parrish (1957)
- Per il re e per la patria (King and Country), regia di Joseph Losey (1964)